# Boruja
Boruja – wieś w Polsce położona w województwie wielkopolskim, w powiecie wolsztyńskim, w gminie Siedlec. Jest wsią o drewnianej zabudowie, z domami usytuowanymi szczytowo w stosunku do ulicy, stodołą od strony pola. Leży na pograniczu powiatu wolsztyńskiego i nowotomyskiego.
Przez miejscowość przepływa Szarka, dopływ Obry. Około kilometr na wschód leży Jezioro Kuźnickie.

## Historia
Miejscowość pierwotnie związana była z Wielkopolską. Ma metrykę średniowieczną i istnieje co najmniej od początku XV wieku. Wymieniona pierwszy raz w łacińskim dokumencie z 1409 we współczesnym brzmieniu Boruya, 1424 Boruy, Borug, 1531 Borvgya, Borogya.
W 1409 roku odbył się proces sądowy o proces o rozgraniczenie pomiędzy Borują, a Bylęcinem i Tuchorzą. Wtedy to miejscowość wymieniona została po raz pierwszy w dokumentacji historycznej. Wieś była wówczas własnością szlachecką i znajdowała się w posiadaniu rodziny Głowaczów. Właścicielką była pani Jadwiga Głowaczowa wdowa po zmarłym Janie Głowaczu ze Zbąszynia. W 1412 kolejny archiwalny dokument wymienił jej synów Jana oraz Dobrogosta ze Zbąszynia kiedy rodzina prowadziła spór sądowy z Janem Gorzesko o sołectwo borujskie i inne dobra. Wieś w 1510 leżała w parafii Zbąszyń, a w 1530 należała do powiatu kościańskiego w Koronie Królestwa Polskiego.
W XVI i XVII wieku należała do rodziny Zbąskich. W 1510 Boruję odnotowano jako wieś Zbąskiego. Liczyła ona wtedy 9 łanów, a role sołeckie uprawiane były dla dziedzica.  W 1530 odnotowano pobór z 4 łanów. W 1531 bracia kanonik poznański Jan Zbąski oraz Piotr dokonali podziału dóbr: Jan otrzymał m.in. połowę Boruja z karczmą zwaną Hamerską Karczmą oraz kuźnicą oraz pół łąki Czyste Wielkie, od drogi, która dzieli Czyste Wielkie od Czystego Małego aż do lasu zwanego Osowy Lasek. Piotr otrzymał natomiast drugą połowę wsi. W 1531 Jan Zbąski kustosz wiślicki, kanonik poznański oraz sekretarz królewski sprzedał bratu Piotrowi m.in. połowę Boruji wraz z Hamerską Karczmą i kuźnicą za 800 grzywien z zastrzeżeniem prawa odkupu. W 1563 we wsi miał miejsce pobór od 7 łanów, karczmy dorocznej, młyna dziedzicznego o 2 kołach korzecznych. W 1566 pobrano pobór od 7 łanów, 8 zagrodników, karczmy dorocznej, młyna o 2 kołach korzecznych, 5 rzemieślnikach, 3 komornik. W 1580 pobrano podatki z 7 łanów, 8 zagrodników, 5 komorników, młyna dorocznego o 2 kołach.
Przywilejem z 1 maja 1785 roku Boruję przeniesiono na prawa wsi olęderskiej. W latach 1975–1998 miejscowość administracyjnie należała do województwa zielonogórskiego.

## Obiekty zabytkowe, nieruchome wpisane do rejestru zabytków
W Borui sześć domów i zagród (nr 15, 16, 29, 34, 45 i 97) wpisano do rejestru zabytków.